# Dmytriwka (Fastiw)
Dmytriwka (ukrainisch Дмитрівка; russisch Дмитровка Dmitrowka) ist ein Dorf im Westen der ukrainischen Oblast Kiew mit etwa 600 Einwohnern (2001).

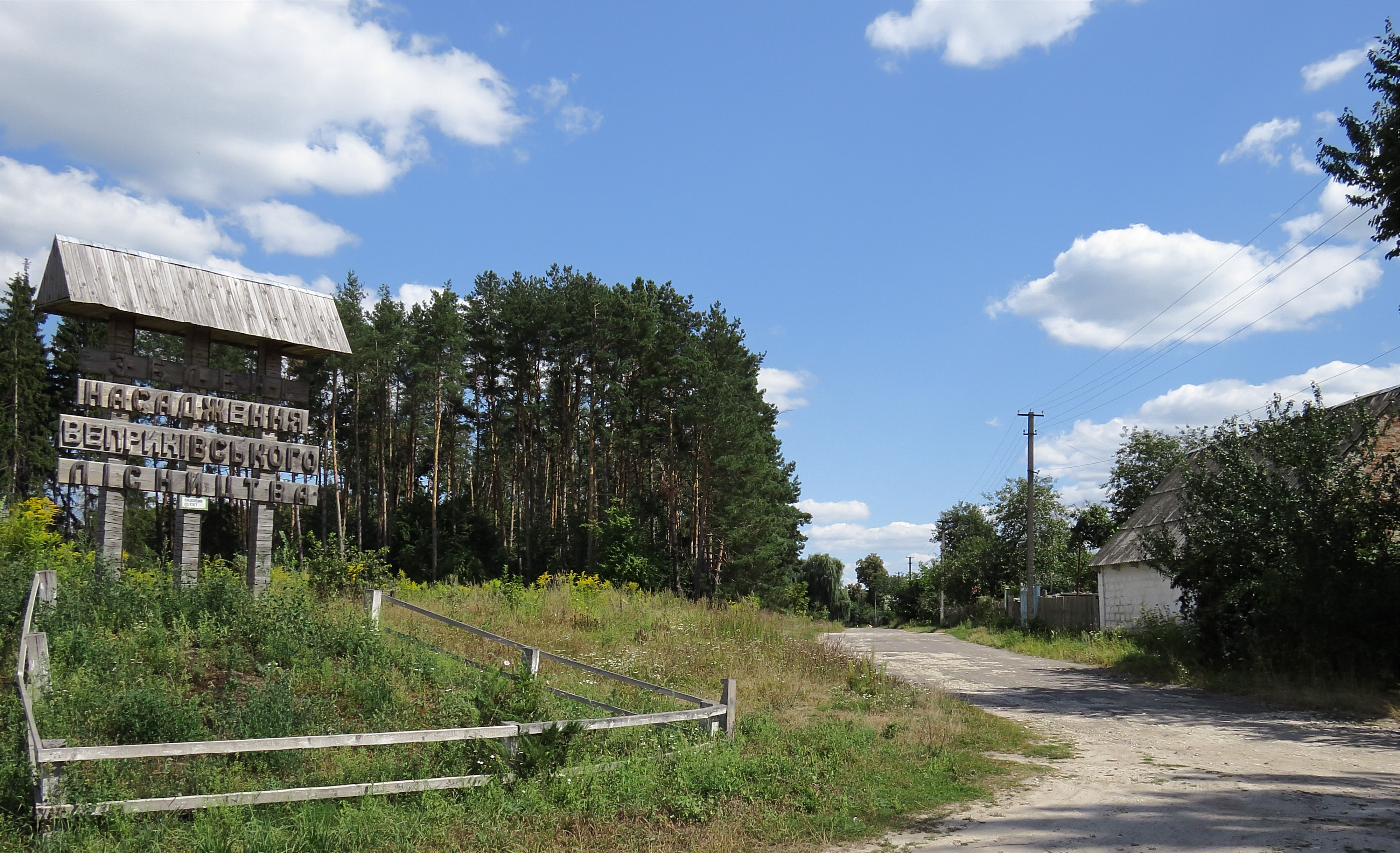
Dorfstraße mit Hinweisschild zum benachbarten Waldgebiet

Das Mitte des 18. Jahrhunderts am linken Ufer der Unawa, einem rechten Nebenfluss des Irpin gegründete Dorf befindet sich auf einer Höhe von 181 m, 16 km südwestlich vom Rajonzentrum Fastiw und 85 km südwestlich der Landeshauptstadt Kiew nahe der Grenze nur Oblast Schytomyr.
Am 12. Juni 2020 wurde das Dorf ein Teil der neugegründeten Siedlungsgemeinde Koschanka, bis dahin bildete es zusammen mit dem Dorf Piwni (Півні) die gleichnamige Landratsgemeinde Dmytriwka (Дмитрівська сільська рада/Dmytriwska silska rada) im Westen des Rajons Fastiw.